# 마리아나 라로케테
마리아나 발레리아 라로케테(스페인어: Mariana Valeria Larroquette, 1992년 10월 24일 ~ )는 미국 내셔널 위민스 사커 리그의 올랜도 프라이드에서 공격수로 뛰고 있는 아르헨티나의 여자 축구 선수로 아르헨티나 여자 대표팀 국제 A매치 최다 득점자이며 2019년 팬아메리칸 게임 은메달리스트이다.

## 클럽 경력
2010년부터 2015년까지 5년동안 자국 여자 리그인 캄페오나토 데 푸트볼 페메니노의 리버 플레이트에서 106경기 208골이라는 무시무시한 득점력을 과시하며 2010 클라우수라 우승과 3번의 리그 준우승(2010 아페르투라, 2011 클라우수라, 2012 아페르투라)에 기여했다.
그 후 2016년부터 2017년까지 칠레 프리메라 디비시온 페메니노의 우니베르시다드 데 칠레 소속으로 출전수는 단 8경기에 불과했지만 8경기에서 무려 21골을 터뜨리는 괴력을 발휘하며 팀의 2016 아페르투라 우승을 이끌었다.
이후 2017 시즌을 앞두고 UAI 우르키사 입단을 통해 1년만에 자국 리그로 복귀하여 2019-20 시즌에 코로나19 범유행으로 리그가 취소될 때까지 줄곧 팀의 주축 공격수로 맹활약하면서 팀의 리그 2연속 제패(2017-18, 2018-19), 2019년 코파 리베르타도레스 페메니나 8강 진출 등에 기여했고 특히 2018-19 시즌 리그에서는 4경기 해트트릭을 비롯해 무려 28골을 터뜨리며 2017-18 시즌(45골)에 이어 2회 연속 리그 득점상을 수상했다.
그 뒤 노르웨이 톱세리엔의 린 포트발 다메르와 미국 내셔널 위민스 사커 리그의 캔자스시티 커런트, 포르투갈 캄페오나투 나시오날 페미니누의 스포르팅 CP, 멕시코 리가 MX 페메닐의 클루브 레온 등에서 활동하다가 2023 시즌이 한창이던 2023년 7월 6일 올랜도 프라이드와 입단 계약을 체결하며 2년만에 미국 NWSL 무대로 복귀했다.

## 국가대표 경력
아르헨티나 U-20 여자 대표팀 소속으로 2008년 FIFA U-20 여자 월드컵과 2012년 FIFA U-20 여자 월드컵에 출전한 뒤 2014년 아르헨티나 여자 A대표팀에 처음으로 합류하자마자 볼리비아와의 2014년 남아메리카 게임 A조 2차전에서 국제 A매치 데뷔골을 터뜨리며 아르헨티나 여자 대표팀의 남아메리카 게임 초대 챔피언 등극에 기여했다.
그 후 같은 해에 열린 2014년 코파 아메리카 페메니나에도 출전하여 볼리비아와의 B조 조별리그 2차전에서 해트트릭을 작성하며 이 대회 4위의 성적을 이끌었고 이듬해에 열린 트리니다드 토바고와의 2015년 팬아메리칸 게임 A조 1차전에서 득점을 기록했지만 팀은 1무 2패·조 최하위로 조별리그에서 탈락했다.
그로부터 3년 뒤에 열린 2018년 코파 아메리카 페메니나에서 2골을 기록하며 대회 3위의 성적을 이끌었고 같은 해 11월 8일 홈에서 열린 파나마와의 2019년 FIFA 여자 월드컵 예선 대륙간 플레이오프 1차전에서도 전반 20분 선제골을 터뜨리며 팀의 1·2차전 합계 5-1 대승과 함께 12년만의 통산 3번째 여자 월드컵 본선 진출에 일조했다.
그리고 2019년 FIFA 여자 월드컵 본선에도 출전하여 2011년 FIFA 여자 월드컵 챔피언 일본과 유럽 대표 스코틀랜드를 상대로 아르헨티나 여자 축구 역사상 첫 월드컵 승점 획득에 공헌했고 같은 해에 열린 2019년 팬아메리칸 게임에서도 5경기 4골로 득점왕에 오르며 은메달이라는 아르헨티나 여자 축구 사상 첫 팬아메리칸 게임 메달 획득을 이끌었다.
이후 2022년 코파 아메리카 페메니나에도 출전하여 비록 이 대회에서는 득점을 기록하지는 못했지만 3위의 성적과 동시에 2회 연속이자 통산 4번째 여자 월드컵 본선 진출, 6회 연속 팬아메리칸 게임 본선 진출에 일조했고 2023년 FIFA 여자 월드컵 본선 3경기에 모두 출전하여 2회 연속 여자 월드컵 승점 획득을 이끌었으며 이듬해에 열린 2024년 CONCACAF W 골드컵에 초청팀 자격으로 참가하자마자 팀의 8강 진출의 선전을 이끌어냈다.

## 대회 성적

### 클럽
리버 플레이트
- 캄페오나토 데 푸트볼 페메니노 : 우승 (2010 클라우수라), 준우승 (2010 아페르투라, 2011 클라우수라, 2012 아페르투라)

 우니베르시다드 데 칠레
- 칠레 프리메라 디비시온  페메니노 : 우승 (2016 아페르투라)

UAI 우르키사
- 캄페오나토 데 푸트볼 페메니노 : 우승 (2017-18, 2018-19)

### 국가대표팀
아르헨티나
- 남아메리카 게임 :  금메달 (2014)
- 코파 아메리카 페메니나 : 3위 (2018, 2022), 4위 (2014)
- 팬아메리칸 게임 : 은메달 (2019)

### 개인 수상
- 캄페오나토 데 푸트볼 페메니노 득점상 : 2017-18 (45골), 2018-19 (28골)